# Calciumpermanganat
Calciumpermanganat ist eine chemische Verbindung aus Calcium, Sauerstoff und Mangan. Es ist das Calciumsalz der im freien Zustand unbekannten Permangansäure HMnO4. Für die intensive Färbung des Salzes ist ausschließlich das Permanganat-Anion verantwortlich.

## Gewinnung und Darstellung
Calciumpermanganat kann durch Elektrolyse von Lösungen von Alkalimanganaten und Chlorkalk gewonnen werden oder wie beim Magnesiumpermanganat aus Calciumchlorid und Silber- oder Kaliumpermanganat.
{\displaystyle \mathrm {CaCl_{2}+2\ AgMnO_{4}\longrightarrow \ Ca(MnO_{4})_{2}+2\ AgCl\downarrow } }

### Chemische Eigenschaften
Calciumpermanganat Ca(MnO4)2 ist wie Kaliumpermanganat ein starkes Oxidationsmittel.

## Verwendung
Calciumpermanganat wird verwendet:
- in der Textilproduktion[1]
- zum Bleichen von Papier
- zur Sterilisierung von Wasser[1] und bei Zahnbehandlungen
- als Katalysator in Raketentreibstoffen
- in Beschichtungen/Flussmitteln von Schweißelektroden[4]
- allgemein als antiseptische, desinfizierende und deodorierende Verbindung